# حیاط سنگ‌تراشی
حیاط سنگ‌تراشی (انگلیسی: The Stonemason's Yard) نقاشی رنگ روغن اثر کانالتو است که در میانه دهه ۱۷۲۰ میلادی کشیده شده و یکی از بهترین آثار نقاش اثر، به حساب می‌آید. این اثر، هم‌اکنون در نگارخانه ملی لندن نگهداری می‌شود.